# Bronkhorstspruit
Bronkhorstspruit – miasto w Republice Południowej Afryki, w prowincji Gauteng, przy granicy z prowincją Mpumalanga.
W mieście żyje ok. 12,5 tys. ludzi, założyli je w 1858 roku voortrekkerzy, zaś w 1897 roku władze Transwalu nadały osadzie prawa miejskie. W 1880 roku miała tu miejsce, w czasie I wojny burskiej, bitwa Burów z Brytyjczykami.
Ma ono charakter rolniczy, jest położone ok. 50 km na wschód od stolicy RPA, Pretorii.
W mieście znajduje się największa na półkuli południowej świątynia buddyjska.